# Reopèxia
La reopèxia és una propietat d'alguns fluids no newtonians per a mostrar variacions dependents amb el temps de la seva viscositat, així, com més temps es troba el fluid en qüestió sota la influència d'esforços tallants, major és la seva viscositat. Els fluids reopèctics, com alguns lubricants, s'espesseixen o solidifiquen en ser agitats. El comportament oposat, pel qual els fluids es fan menys viscosos com més temps experimenten esforços tallants, es denomina tixotropia, i és molt més comú. Alguns exemples de fluids reopèctics inclouen les pastes de guix i alguns tipus de tinta d'impressora.